# Gediz (flod)

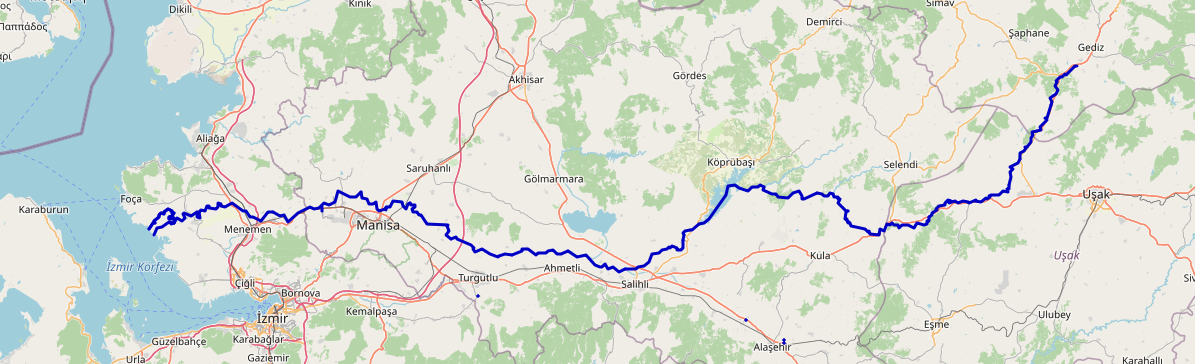
Gediz flöde från öster till väster

Gediz är en flod i västra Turkiet. Den rinner i öst-västlig riktning från källor på berget Murat Dağı i provinsen Kütahya och delar namn med staden Gediz nära berget. Området kring dess övre lopp har flera gånger drabbats av jordbävningar, den senaste år 1970. Floden är ungefär 400 km lång och mynnar ut i Egeiska havet 26 km norr om Izmir. Flodens delta utgör hemvist för en mängd fåglar, bland annat uppskattas att 10 procent av världens population av större flamingo övervintrar där.

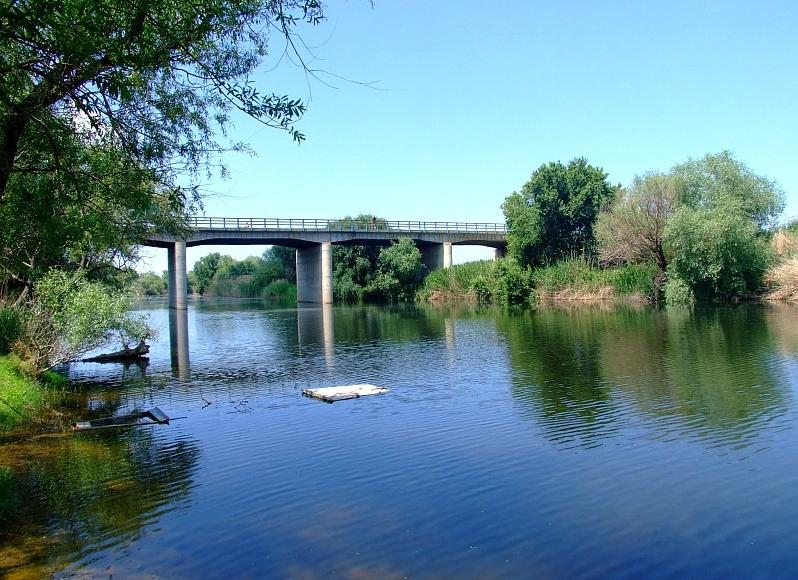
Floden Gediz i det nedre loppet nära Izmir